# Canarium australianum
Canarium australianum är en tvåhjärtbladig växtart som beskrevs av Ferdinand von Mueller. Canarium australianum ingår i släktet Canarium och familjen Burseraceae.

## Underarter
Arten delas in i följande underarter:
- C. a. glabrum
- C. a. velutinum